# Gilles Ebersolt
Gilles Ebersolt, né en 1957 à Nantes, est un architecte et inventeur français. Il est notamment connu pour être le concepteur du radeau des cimes, une vaste plateforme destinée à être déposée au sommet de la canopée pour l'observer, et de la ballule, un système de locomotion constitué de deux sphères de matière plastique emboîtées.
En 2009, il a réalisé l'aménagement de la maison du botaniste et concepteur de murs végétaux Patrick Blanc à Évry.

## Publications
- Le Radeau des cimes, avec Dany Cleyet-Marrel et Francis Hallé, éditions Jean-Claude Lattès, 2000,  (ISBN 978-2709620451)
- Über den Wipfeln des Regenwaldes, éditions Frederking u. Thaler, 2004,  (ISBN 978-3894052300)
- Le Radeau des cimes. Trente années d’exploration des canopées forestières équatoriales avec Dany Cleyet-Marrel, Francis Hallé et Olivier Pascal, Actes Sud, 2021  (ISBN 978-2-330-15515-5)